# Hexomma
Genre
Synonymes
- Arthrocentrus Thorell, 1889

Hexomma est un genre d'opilions eupnois de la famille des Sclerosomatidae.

## Distribution
Les espèces de ce genre se rencontrent en Asie du Sud-Est.

## Liste des espèces
Selon World Catalogue of Opiliones (10/05/2021) :
- Hexomma arthrocentrum (Roewer, 1910)
- Hexomma feae (Thorell, 1889)
- Hexomma insculptum (Pocock, 1897)
- Hexomma mjobergi Banks, 1930
- Hexomma pretiosum Banks, 1930
- Hexomma sarawakense (With, 1905)
- Hexomma scrobiculatum (Thorell, 1891)
- Hexomma thorelli Banks, 1930
- Hexomma vulcanicum (Doleschall, 1859)

## Publication originale
- Thorell, 1876 : « Descrizione di alcune specie di Opilioni dell' Arcipelago Malese appartenenti al Museo Civico di Genova. » Annali del Museo Civico di Storia Naturale di Genova, vol. 9, p. 111–138 (texte intégral).